# M48 Patton
L'M48 Patton è un carro armato da combattimento (MBT) americano di prima generazione, introdotto nel 1952 come successore dell'M47 Patton.
Oltre che dalle forze armate statunitensi,  l'M48 è stato utilizzato da numerosi paesi appartenenti alla NATO, ed è ancora in servizio in Turchia, Taiwan, Grecia ed altre nazioni.
Durante gli anni l'M48 Patton è andato incontro a numerose modifiche e miglioramenti, tra gli altri il passaggio da un motore a benzina ad uno a gasolio ed il passaggio da un cannone da 90mm ad uno da 105mm.

## Storia
Il carro M47 era un veicolo ad interim, anche se dotato di molte buone qualità. Presto si presentò l'esigenza di un veicolo migliore, con alcuni particolari ridisegnati. La riprogettazione lasciò invariato il motore e il cannone, ma coinvolse la struttura del mezzo, che venne reso più massiccio e con meno punti vulnerabili. Nondimeno, i progressi non furono così determinanti, e nell'insieme sfugge il motivo per cui l'US Army si sbarazzò tanto in fretta dei carri del tipo precedente, per riequipaggiarsi con i veicoli M48, che come si vedrà, presentavano non pochi difetti iniziali.
Lo sviluppo del nuovo carro, nominato in termini prototipici T48, fu così rapido che la produzione partì prima ancora del completamento del prototipo. Appena due anni dopo l'inizio della produzione dell'M47 partì così quella dell'M48, alla Delaware Tank Plant (gestione della Chrysler), allorché nel luglio 1952 vi fu una cerimonia ufficiale di 'battesimo' del nuovo modello, il primo noto ufficialmente come 'Patton', a cui partecipò la vedova del famoso generale a cui questi mezzi erano dedicati.
Il primo modello fu chiamato semplicemente M48A1 Patton.

## Tecnica
Il nuovo mezzo aveva uno scafo ricavato, come la torretta, per fusione, e questo avrebbe dovuto dargli una migliore resistenza. La corazza era leggermente più spessa, con un massimo di 120 mm, ma lo spessore non era uniforme, perché la piastra frontale era di spessore variabile, maggiore al centro. La struttura dello scafo, in un solo pezzo, era robusta, ma dava luogo a fenomeni di risonanza che non erano certo graditi all'equipaggio.
Anche la torretta era di fusione, con una piccola controcarena, contrariamente al tipo precedente, ben raccordata con il resto della struttura. La sagoma era più bassa e sfuggente.
Le sospensioni erano a barra di torsione, dodici, dotate di ammortizzatori per le ruote, sei per lato, che componevano la struttura del treno di rotolamento, assieme a cinque rulli guidacingolo, ruota anteriore di rinvio e ruota posteriore motrice. Le maglie dei cingoli erano munite di gommatura. Nell'insieme era una meccanica di ottimo livello.
La struttura interna del mezzo era valorizzata da una disposizione che contemplava la riduzione dell'equipaggio a quattro uomini, a differenza del mezzo precedente, con l'eliminazione della mitragliatrice di scafo.
Il pilota aveva una disposizione tradizionale, con un campo visivo, con la testa fuori dal guscio corazzato, di 180°, e un piccolo e scomodo seggiolino posto al centro del mezzo, circondato da cassette per le munizioni, compagnia poco rassicurante in caso di colpi a bordo, ma le 60 granate da 90 mm erano sparse per tutto il vano di combattimento e guida senza protezioni.
La mobilità era data da un motore Continental raffreddato ad aria, da 825 hp, dodici cilindri a V con un albero a camme per bancata. I cilindri erano individualmente sostituibili. Tra le due bancate del motore due grosse ventole provvedevano al raffreddamento. La trasmissione è del tipo 'cross-drive' o cambio-sterzo. Essa riuniva cambio, trasmissione e sterzo. I freni erano a dischi multipli in bagno d'olio. La grigliatura del motore era facilmente localizzabile dietro lo scafo, con la caratteristica, in occasione di decelerate, di lasciare attraverso queste uscire fiammate anche di oltre un metro, rendendo arduo se non impossibile ospitare truppe sopra di esso. Il complesso motore pesava 4 t, il cambio-sterzo quasi 2, ma erano facilmente amovibili in caso di necessità.
In termini di armamento, la torretta aveva un cannone da 90 mm T54 con freno di bocca a T, modello T119E1, abbinato a un telemetro ottico a coincidenza con dieci ingrandimenti, che tuttavia nelle prime versioni era stereoscopico, l'M13. Altre attrezzature sono dieci iposcopi di visione per lo più nella cupola del capocarro, il periscopio del cannoniere e la radio di bordo. Il cannone non è stabilizzato e dispone di 60 proiettili, tra cui perforanti ad alta velocità, HE, HEAT e altri tipi ancora.

## Evoluzione
Dopo che la prima serie di carri M48 venne prodotta, ci si ingegnò con alcune migliorie. La cupola era piccola, dotata di una mitragliatrice contraerea da 12,7 mm esterna, da qui una facile ricognizione visiva di questi primi mezzi. Nel 1954 entrò in produzione il carro M48A1, che aveva alcune migliorie secondarie, come il portello di accesso per il pilota, che a scapito della protezione venne ingrandito, e piccoli altri particolari.
Il carro M48A2 arrivò già nel 1955, con una riprogettazione del vano motore e la riduzione dei rulli reggicingolo, eccessivamente numerosi, a 3 per lato.
Il modello M48A3 segnò un miglioramento netto, con un motore diesel da 750 hp. Le prestazioni sono risultate ridotte, a causa del peggiorato rapporto potenza-peso, ma l'autonomia è aumentata. Infatti, il motore da 830 hp dei primi modelli era capace, assieme alla trasmissione cross-drive automatica, di offrire ottime prestazioni, ma il consumo era di 8 litri per km, dando un totale di 100–120 km di autonomia su strada. Con il motore diesel il raggio operativo aumentò a 450 o più km, grazie anche all'aumento contemporaneo di carburante, da 757 a 1420 litri. La cupola del capocarro venne sostituita con un modello che permetteva di usare la mitragliatrice da 12,7 mm dall'interno, senza esporsi a schegge e cecchini (a dire il vero alcune fonti dicono che fu il modello A1 ad averla per primo). Il veicolo arrivò nel 1963 e 1800 M48A1 vennero riportati in fabbrica per essere aggiornati a tal standard, data la molto migliore economia che garantivano anche in tempo di pace.
Il tipo derivato con cannone da 105 mm M68 era l'M48A5, armato con lo stesso cannone ed equipaggiato dello stesso motore dell'M60 Patton. Esso venne realizzato negli anni settanta.
Altri veicoli derivati sono stati l'M53 con cannone da 155 mm e l'M55 con obice da 203 mm. Essi avevano lo scafo del carro base, con il motore spostato davanti, una casamatta con brandeggio di 60 gradi, totalmente chiusa per avere una operatività non compromessa da eventuali radiazioni nucleari in campi di battaglia 'moderni'. Questa casamatta aveva una cupola superiore con arma da 12,mm, forse azionabile dall'interno, per il capocarro.
Le ruote di rinvio, ora posteriori, erano abbassate a terra, con un vomere meccanico posteriore, presente, per aiutare a ridurre gli effetti del rinculo quando si sparava a basso angolo. Queste realizzazioni si dimostrarono troppo pesanti per essere realmente soddisfacenti, ma vennero esportate in Germania Ovest ed Italia.
Altri mezzi erano l'M67 con un lanciafiamme, e soprattutto l'M88 carro recupero. Infine, il veicolo gettaponte M48 ALVB, che come il precedente ha avuto una lunga vita nell'US Army. Il progetto di usare gli scafi M48A5 con una torretta nuova, per il semovente M247 DIVAD è andato invece in malora, con un fallimento clamoroso che ne limitò il numero a una cinquantina, mai entrati in servizio. Erano armati con 2 mitragliere da 40mm e con un paio di radar, che però hanno dato molti problemi di messa a punto e di fatto affossato l'intero programma.

## Servizio
Il carro M48A1 Patton è stato un mezzo estremamente diffuso, con oltre 11.000 veicoli prodotti, per un totale di circa 500.000 tonnellate, e ben presto (appena disponibili gli M60) venne esportato in diverse nazioni. Comunque, viene subito usato in azione dall'US Army, allorché venne inviato in Europa con le unità americane ivi dislocate, e con spedizioni come quelle in Libano, 1958, in cui gli M48 apparvero, forse per la prima volta, con un proiettore IR in torretta.
Il telemetro stereoscopico dei primi modelli era molto preciso, ma venne sostituito con quello a coincidenza M17B1C. Questo aveva un motivo specifico, ovvero il telemetro a coincidenza era meno preciso, ma di uso più rapido ed istintivo, rendendo il compito di mirare ad un bersaglio molto più semplice. Altre nazioni sono rimaste invece con quelli stereoscopici, come la Germania Ovest con i Leopard 1, anche anni dopo.
I carri erano afflitti comunque da molti problemi, come il fatto di essere scomodi, malgrado la rimozione di un membro d'equipaggio (raggiungendo così 4 uomini, da 5 che erano), soprattutto a causa dei piccoli portelli d'accesso, la grande rumorosità interna, i sedili piccoli.
La locomozione, grazie alla trasmissione automatica cross-drive (praticamente un manubrio da motociclista su cui erano raggruppate tutte le funzioni), era ottimamente fruibile dal pilota. All'epoca esistevano pochi altri Paesi con carri dotati di sistemi così semplici da usare per il guidatore, rendendo più precise le manovre e molto minore la fatica.
Quello che poteva consentire una maggiore autonomia di combattimento in termini funzionali, era però compromesso dal fatto che il motore garantiva un'autonomia di 125 m per litro di carburante, ovvero 110 km su strada, senza pause in moto.
Questa situazione non era accettabile. Così, se in termini di apparati di controllo del tiro (telemetro ottico) e di comandi per il pilota l'M48 non temeva confronti, l'US Army dovette rendersi conto che il problema del consumo di carburante non era risolvibile con i motori a benzina.
Un miglioramento parziale si ebbe con l'M48A2 dotato di motore a iniezione, e di un raggio passato da 120 a ben 260 km, ma ancora insufficiente rispetto alle controparti sovietiche ed inglesi. I carri con motori diesel potevano muoversi per 400–500 km e anche di più se muniti di fusti ausiliari esterni, come sui carri sovietici sin dal T-34. Così l'US Army, con l'M48A3, entrò finalmente nell'era dei carri medi con motore diesel, cosa che i sovietici (come anche avevano fatto gli italiani ed i giapponesi) avevano fatto da oltre 20 anni. L'entrata in servizio del modello non avvenne peraltro prima del 1963, ovvero ben 8 anni dopo l'M48A2.
Con la comparsa dell'M60, sostanzialmente un'evoluzione dell'M48A2 con motore diesel e cannone da 105mm (con torretta progettata fin dall'inizio per accoglierlo), l'M48A3, ultima versione prodotta ex novo, venne dotata dello stesso motore e di vari componenti del fratello maggiore.
Da notare che anche il carro pesante M103 era in sostanza un M48 ingrandito per ospitare un cannone da 120mm. Esso era anche pesante 56t. e non ebbe il successo che venne previsto, specie quando i cannoni da 105mm dimostrarono che i carri medi potevano esprimere una potenza di fuoco sufficiente per ogni bersaglio prevedibile.

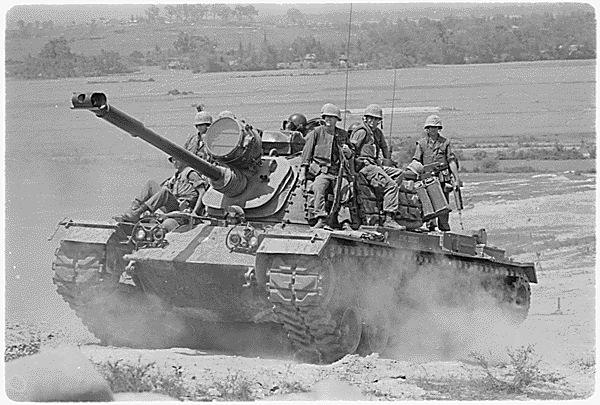
Un carro M48 in azione in Vietnam del Sud

I carri M48 vennero ampiamente impiegati in guerra in teatri extra europei. I principali carri americani in Vietnam del Sud erano M48, assai ben protetti contro la maggior parte delle armi in possesso dei Vietcong, anche se occasionalmente ingaggiarono anche corazzati comunisti, specialmente i carri PT-76 (non dotati di sufficiente potenza di fuoco per perforarne la corazza frontale), mentre nella foresta erano svantaggiati rispetto ai più piccoli T-54/55. I carri M48 vennero impiegati ampiamente e spesso con notevole successo in tutti i conflitti successivi alla seconda guerra mondiale. Essi erano usati anche dai Marines , e dovevano temere soprattutto i limiti della mobilità nella foresta, con molte zone inagibili per il fango e i corsi d'acqua, ciò che lasciava prevedere ai guerriglieri dove i mezzi dovevano passare, usando mine (alle volte persino bombe d'aereo inesplose) e razzi per attaccarli. Alla fine del conflitto, centinaia di carri vennero distrutti o catturati dai comunisti in avanzata verso Saigon. Non sorprende che da molti il Vietnam è stato considerato 'la tomba del carro armato', anche se in effetti essi si resero molto utili in innumerevoli circostanze.
Gli M48 si scontrarono soprattutto contro i mezzi sovietici degli arabi nel Vicino Oriente, durante le guerre arabo-israeliane del 1967 e del 1973, ed anche nell'invasione israeliana del Libano del 1982. Gli israeliani ottennero da varie fonti centinaia di mezzi già negli anni '60, a cominciare da 200 A2 ex-tedeschi, ma nella guerra dei sei giorni essi non erano modificati con armamenti potenziati. Durante la guerra dei sei giorni, gli M48 si rivelarono insufficientemente potenti per poter distruggere i carri armati pesanti IS-3 sovietici alle usuali distanze di combattimento, con i proiettili da 90 mm che rimbalzavano sulle corazze laterali anche se venivano utilizzate munizioni Armor Piercing. La loro unica possibilità di vittoria contro i mezzi sovietici si trovava negli scontri a distanza molto ravvicinata, dove i veloci M48A3 avevano ragioni sui grossi e lenti IS-3.
I carri M48 erano in genere impiegati su terreni molli e sabbiosi, mentre i Centurion venivano usati per zone rocciose o su strada, essendo più lenti ma dotati di sospensioni Horstman migliori per resistenza.
Dopo la guerra, i carri vennero aggiornati con cannone Royal Ordnance L7 da 105 mm inglese o la sua versione statunitense M68. Essi vennero chiamati spesso, per questo, Panturion (PAtton+Centurion) e combatterono con successo nel 1973 contro i carri T-54/55 e T-62, nonostante questi ultimi, con i cannoni ad anima liscia da 115 mm, potessero perforare gli M48 ad una distanza doppia rispetto a quella di cui necessitavano i carri americani.
Peraltro è da notare come gli israeliani facessero miglior uso delle tattiche di base nella guerra corazzata, e di come i carristi occidentali fossero più preparati rispetto a quelli egiziani e siriani. In diverse condizioni, per di più, i T-62 entrarono in combattimento contro gli M48 senza tarature per il cannone, procedura obbligatoria a causa dell'anima liscia del pezzo da 115 mm. In generale, data la taglia, gli M48 erano bersagli più 'facili', ugualmente propensi ad esplodere se colpiti in pieno, altrettanto mobili, ma con un armamento più preciso e più cadenza di tiro e munizioni rispetto ai mezzi nemici di costruzione sovietica. Inoltre, per quanto scomodi, erano più abitabili nel clima desertico.
Ma soprattutto le unità israeliane usavano in maniera più efficace i propri mezzi corazzati, sia in difesa sia in attacco; soprattutto per quanto riguarda la condotta elastica e precisa tenuta  dai comandi divisionali durante le singole operazioni belliche.
La superiorità tattica israeliana è sottolineata dal fatto che nel 1967, appena prima della conquista di Gerusalemme, i carri giordani M47 e M48 vennero sconfitti dai vecchi M4 Sherman, seppure dotato di cannoni potenziati.

### Programmi di ammodernamento
I carri USA erano ancora limitati in parecchi settori. Per fortuna degli israeliani vennero armati molto presto con cannoni da 105 mm, perché l'originale pezzo da 90 mm non era in grado di infliggere danni sufficienti ai mezzi nemici. Anche utilizzando proiettili perforanti ad alta velocità, il pezzo da 90 mm non era in grado di perforare la corazza della torretta dei T-55 oltre i 500m, (100 per lo scafo).
Era disponibile una granata HEAT che poteva, entro i 30 gradi di impatto orizzontale, riuscire a perforare le corazze sovietiche. Le cariche HEAT, d'altra parte, non dipendono dalla potenza del cannone per la loro efficacia, quindi il concetto di carro armato convenzionale dotato di un cannone ad alta velocità, venne messo in discussione.
La questione fu risolta parzialmente con il cannone da 105mm inglese.
La bocca da fuoco non era ancora stabilizzata, a differenza dei veicoli sovietici, per quanto questi avessero sistemi rudimentali rispetto ai giro-stabilizzatori moderni.
La mancanza di sensori di visione notturna, adottati da anni ma non molto diffusi, anche a causa dell'ingombro, era un altro motivo di inferiorità rispetto ai veicoli avversari.
In caso la motorizzazione fosse rimasta la stessa dei primi modelli, essa avrebbe pure segnato uno svantaggio inaccettabile in una guerra di movimento, visto che i T-55 con taniche aggiuntive superavano i 600 km su strada.
Le modifiche israeliane con cannone da 105mm e diesel furono quindi un notevole vantaggio, e arrivarono in un tempo favorevole, perché negli USA non v'era niente di simile. Infatti, solo negli anni '70 apparve l'M48A5 con cannone da 105mm.
Aggiornare questi carri venne trovato nondimeno vantaggioso anche per motivi economici: un M60 costava 420.000 dollari, quando un M48A3 ne costava, pur essendo praticamente contemporaneo, appena 122.000. La differenza consistente in una corazza leggermente migliore per l'M60 veniva annullata dal peso maggiore (che dava una minore mobilità a parità di motorizzazione) e una sagoma troppo alta.
Qualcosa di simile avvenne, in termini di costo-efficacia, anche con i carri sovietici T-62 e inglesi Chieftain, sempre degli anni '60.
I carri armati M48A5 vennero ottenuti per conversione da 350 M48A3 e 950 A1 e dati alla National Guard e ai reparti USA in Corea del Sud, per comunanza con i carri sudcoreani, anch'essi di questo tipo.

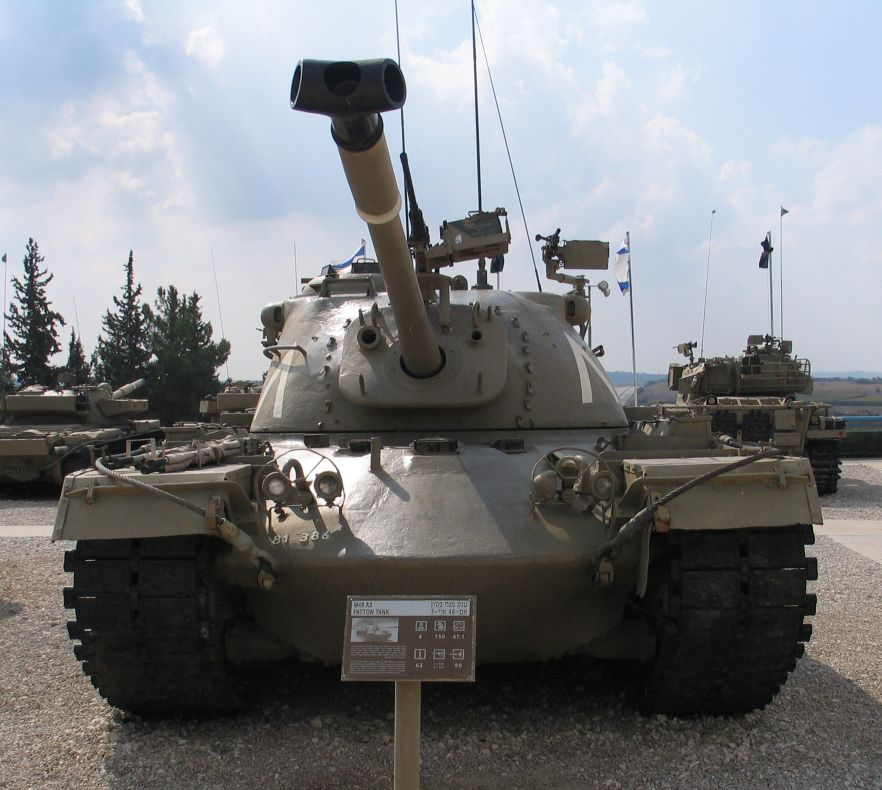
Un carro M48A3 israeliano

Anche la Germania Occidentale ammodernò i propri carri M48 allo standard G, ancora negli anni '80 ne aveva 650 in prima linea, dagli anni '70 erano aggiornati allo standard M48A2GA2, armati con cannone da 105 mm (dotazione munizioni ridotta a 46 colpi), 4 lancianebbiogeni e altre migliorie. D'altro canto, il cannone da 90 mm era decisamente obsoleto contro i carri sovietici come i T-72. La Turchia ha ricevuto ben 3000 M48, un quarto del totale prodotto, ma alcuni, 170, dei quali aggiornati con cannoni da 105 mm e altre migliorie con kit di produzione tedesca (gli stessi realizzati per l'M48A2GA2).
Altri clienti sono la Spagna, Iran, Portogallo e Taiwan, che hanno realizzato spesso versioni aggiornate di tali carri armati, simili ai tipi tedeschi, americani o israeliani (i taiwanesi hanno ibridato gli M48 con gli M60, nella versione M48H).
Anche i sistemi di tiro sono stati generalmente migliorati, con visori notturni e computer balistici, talvolta anche laser telemetrici. Alcune nazioni che hanno ricevuto i precedenti M47 non hanno avuto l'M48, come l'Italia, che passò direttamente all'M60.
I pesi sono aumentati continuamente, non giovando al settore mobilità del mezzo: i carri M48 originali già pesavano 45 ton, 4 in più degli M47, i M48A3 arrivavano, in ordine di combattimento a 47ton. eppure avevano lo stesso armamento degli M47 con 60 colpi, 11 in meno, a disposizione. I carri M48A5 pesavano almeno 49 tonnellate e con una ridotta autonomia di fuoco (46-50 colpi da 105mm).
In pratica, mentre i T-54 avevano solo 34 proiettili contro i 71 degli M47, alla fine dell'evoluzione i carri T-55 avevano quasi pareggiato con 43 granate per il cannone, contro 46-50 per gli ultimi Patton.
Tra gli utenti, in dettaglio, Taiwan ha ottenuto almeno 900 M48 di varie versioni, essenzialmente A2 e A3, ma visto che questi mezzi erano i principali carri dell'esercito dell'isola-fortezza (assieme ad almeno 1400 M41 leggeri), essi sono stati modificati con il power-pack(motore e trasmissione) del carro M60A3, e con una torretta nuova, con cannone da 105mm e sistemi avanzati per il controllo del tiro.
La versione, nota come M48H è stata ordinata in 450 esemplari da realizzarsi entro il 1993. Tra i miglioramenti installati figura anche un apparato di condizionamento d'aria, ma soprattutto un visore termico e computer balistico, che assieme al telemetro laser costituiscono un avanzato sistema di controllo del tiro, realizzato dalla CSIT taiwanese. Altri 550 carri dei modelli A1,2 e3 sono stati modificati con un programma meno ambizioso, allo standard M48A5, ma anche qui si dovrebbe parlare di una versione ulteriormente migliorata, con un telemetro laser al posto di quello ottico.
I carri sudcoreani sono invece stati forniti in tutto non meno di 950 mezzi, spesso di versioni obsolete come le A2/A3, ma la maggior parte è stata aggiornata allo standard A5, qui noto come A5K (K per Korea).
La Spagna ha immesso in linea un numero ridotto di M48, essendo per lo più equipaggiata con M47 e AMX-30, ma i 164 carri di questo modello erano, agli inizi degli anni '90, modificati allo standard A5E1, con un sistema di controllo del tiro con telemetro laser che era il solo a disposizione della flotta di carri del suo esercito.
Il vicino Portogallo, per la sua modesta componente corazzata ha avuto in tutto 23 M48, forniti dagli USA e Germania Occidentale, aggiornati allo standard A5, mentre la Norvegia ha avuto 30 M48A5, che hanno integrato i più moderni ma meno protetti Leopard 1.
Tra gli altri utenti, non c'è dubbio che meritino menzione Giordania (alcune centinaia di M47 e M48), Iran (300-400 M47 ed M48), Pakistan (un certo numero di M48A1/A3), Vietnam del Sud (alcune centinaia). Tutte queste nazioni hanno usato in battaglia i loro veicoli, ma le loro operazioni sono meno note di quelle dei reparti israeliani.
Nell'insieme l'M48 Patton è stato un mezzo ragionevolmente efficiente, ma la strada per arrivare a veicoli migliori, dopo il mezzo passo falso dell'M60 ed il fallimento totale dell'MBT-70, era ancora lunga da percorrere, almeno a riguardo dei primi modelli operativi.